# Alexander Sauli

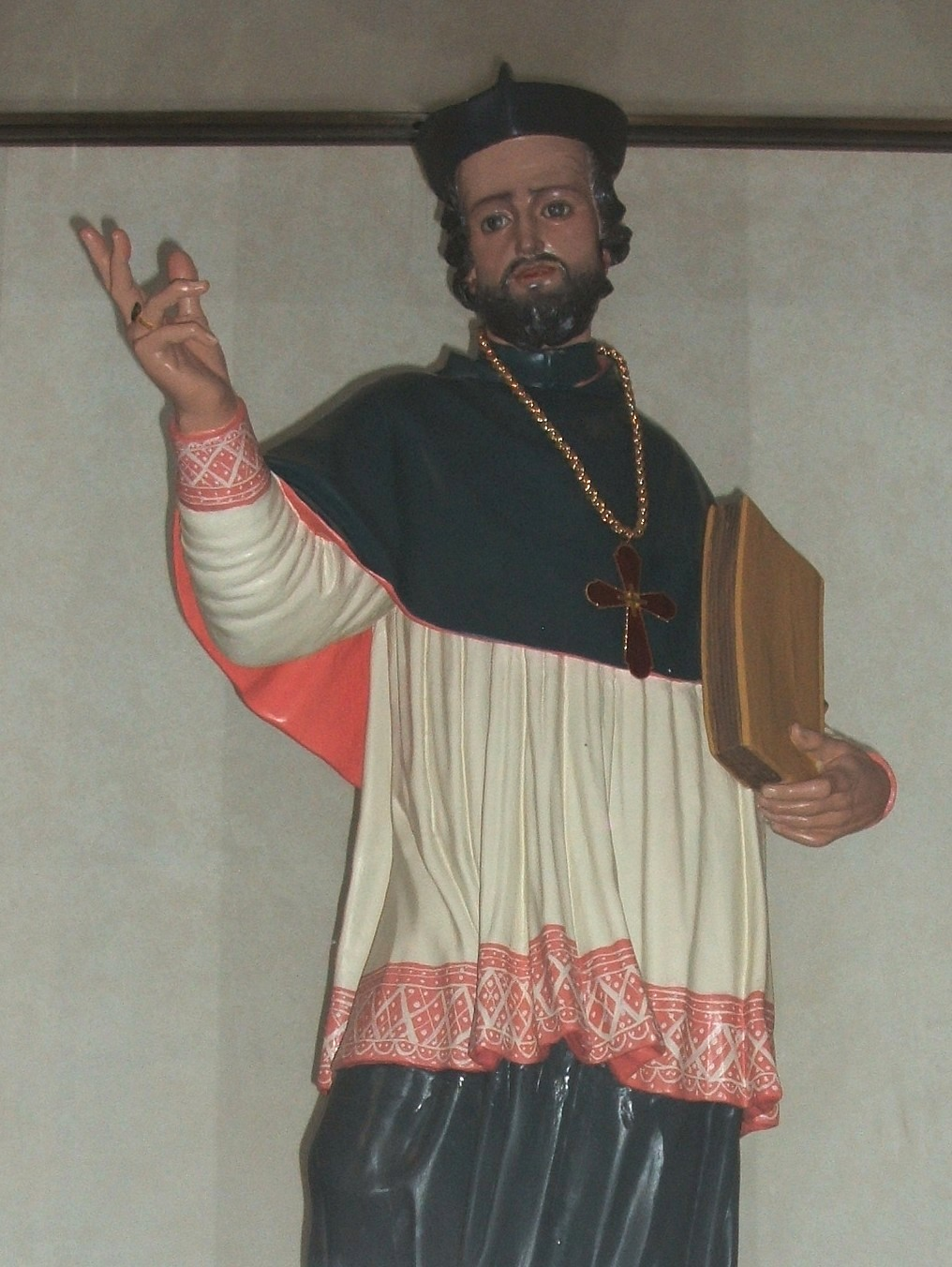
Statue Alexander Sauli in der Basilika „De Finibus Terrae“ in Santa Maria di Leuca

Alexander Sauli CRSP (* 15. Februar 1534 in Mailand, Italien; † 11. Oktober 1593 in Calosso, Provinz Asti, Italien) war ein italienischer Bischof. Seine Heiligsprechung erfolgte 1904.
Alexander Sauli, der aus einer angesehenen Adelsfamilie stammte, die zu Beginn des 14. Jahrhunderts aus Lucca nach Genua gezogen war, wurde 1554 Mitglied des Barnabiterordens und empfing 1556 die Priesterweihe. 1560 erlangte er den Doktorgrad in Theologie. In Pavia wirkte er ab 1563 als Professor der Philosophie und der Theologie. 1567 wurde Sauli zum Ordensgeneral gewählt, im Februar 1570 wurde er zum Bischof von Aleria auf Korsika ernannt, wo er wegen seines erfolgreichen Wirkens auch „Apostel von Korsika“ bezeichnet wird. 1591 übernahm Alexander Sauli das Bischofsamt von Pavia. Er starb während einer Visitationsreise in Calosso d’Asti.
Alexander Sauli wurde 1741 von Papst Benedikt XIV. (1740–1758) selig- und am 11. Dezember 1904 von Papst Pius X. (1903–1914) heiliggesprochen. Er gilt als Patron von Korsika, Pavia und Genua.